# Shameka Marshall
Shameka Marshall (* 7. September 1983 in Mizpah, New Jersey) ist eine ehemalige US-amerikanische Leichtathletin, die sich auf den Weitsprung spezialisiert hat und auch im Sprint an den Start ging. 2007 siegte sie im Weitsprung bei den NACAC-Meisterschaften und 2011 gewann sie Silber bei den Panamerikanischen Spielen.

## Sportliche Laufbahn
Shameka Marshall wuchs im Quinton Township in New Jersey auf und studierte an der Rutgers University. 2007 siegte sie bei den NACAC-Meisterschaften in San Salvador mit einer Weite von 6,34 m und gewann zudem mit der US-amerikanischen 4-mal-100-Meter-Staffel in 43,91 s gemeinsam mit Alexis Weatherspoon, Candice Davis und Mechelle Lewis die Silbermedaille hinter dem jamaikanischen Team. Anschließend belegte sie bei den Panamerikanischen Spielen in Rio de Janeiro mit 6,25 m den siebten Platz im Weitsprung. 2011 gewann sie dann bei den Panamerikanischen Spielen in Guadalajara mit 6,73 m die Silbermedaille hinter der Brasilianerin Maurren Higa Maggi. 2016 bestritt sie in Philadelphia ihren letzten offiziellen Wettkampf und beendete daraufhin ihre aktive sportliche Karriere im Alter von 32 Jahren.

## Persönliche Bestzeiten
- Weitsprung: 6,73 s (+2,0 m/s), 26. Juni 2010 in Des Moines
  - Weitsprung (Halle): 6,66 s, 10. März 2006 in Fayetteville